# Pierre-Jean Broyer
Pierre-Jean Broyer (ur. 30 stycznia 1846 w Illiat, zm. 29 października 1918 w Apii) – francuski duchowny rzymskokatolicki, marista, misjonarz, wikariusz apostolski Archipelagu Nawigatorów.

## Biografia
Pierre-Jean Broyer urodził się 1 lutego 1879 w Illiat we Francji. 15 lipca 1874 otrzymał święcenia prezbiteratu i został kapłanem Towarzystwa Maryi (marystów).
30 marca 1896 papież Leon XIII mianował go wikariuszem apostolskim Archipelagu Nawigatorów oraz biskupem tytularnym Polemonium. 25 października 1896 w bazylice Notre-Dame de Fourvière w Lyonie przyjął sakrę biskupią z rąk arcybiskupa lyońskiego i prymasa Galii Pierre’a-Hectora Coulliégo. Współkonsekratorami byli arcybiskup wellingtoński Francis Redwood SM oraz wikariusz apostolski Fidżi Julien Vidal SM.
Bp Broyer zmarł 29 października 1918.